# Aguaderas
Aguaderas es una diputación de la ciudad española de Lorca, en la Región de Murcia. Se sitúa a aproximadamente 15 kilómetros al sureste de la capital municipal, y cuenta con una superficie de alrededor de 50 km². Cuenta con 806 habitantes. El poblamiento se caracteriza por su dispersión, sin que exista un núcleo importante de población. La economía de la localidad se basa fundamentalmente en la agricultura y la ganadería.
En este territorio tuvo lugar la batalla de Los Alporchones en 1452, entre las tropas del reino nazarí de Granada y las del reino cristiano de Murcia.
Las fiestas patronales de la pedanía se celebran el 12 de octubre, en honor a la Virgen del Pilar.
También como acto sociocultural el primer domingo de diciembre se celebra en las inmediaciones de la Ermita del Sacristan un Certamen de Folcklore Tradicional  el cual es una de las citas obligadas de la música de raíz.